# Котлић
Котлић је отворена посуда са дршком за ношење и чување течности али и за припрему хране кувањем — најчешће за припрему разних чорби у већим количинама. Најпознатија примена котлића је за справљање рибље чорбе. У котлићу се припрема храна или греје вода на жару или када виси на ланцу (вериге). Традиционални котлићи су се израђивали од бакра, па су се звали бакрачи, у новије време има и емајлираних. 
Занатлија који израђује котлиће од бакра је казанџија.
Занатлија који од глине грнчарске производе па и котлић од глине је грнчар.
У јужним крајевима Србије котлићи су познати под називима: котлајка и казанче.